# Gobiceratops
Gobiceratops là một chi khủng long, được Alifanov mô tả khoa học năm 2008.